# دستلدونک
دستلدونک (به لاتین: Desteldonk) یک منطقهٔ مسکونی در بلژیک است که در خنت واقع شده است. دستلدونک ۵٫۷۱ کیلومتر مربع مساحت و ۸۹۷ نفر جمعیت دارد.